# Dub v Zábřehu
Dub v Zábřehu je památný dub letní (Quercus robur) v lesoparku Benátky v Hulvákách v městském obvodu Mariánské Hory a Hulváky statutárního města Ostrava v Moravskoslezském kraji. Nachází se také v katastrálním území Zábřeh-Hulváky v nížině Ostravská pánev.

## Další informace
Dub v Zábřehu se nachází v nadmořské výšce 222,5 m. Podle údajů z let 1990:
| Výška stromu:                   | 25 m                                    |
| Obvod kmene (ve výčetní výšce): | 3,25 m                                  |
| Ochranné pásmo stromu:          | vyhlášené - svislý průměr koruny stromu |
| Datum prvního vyhlášení:        | 1. ledna 1990                           |

## Galerie

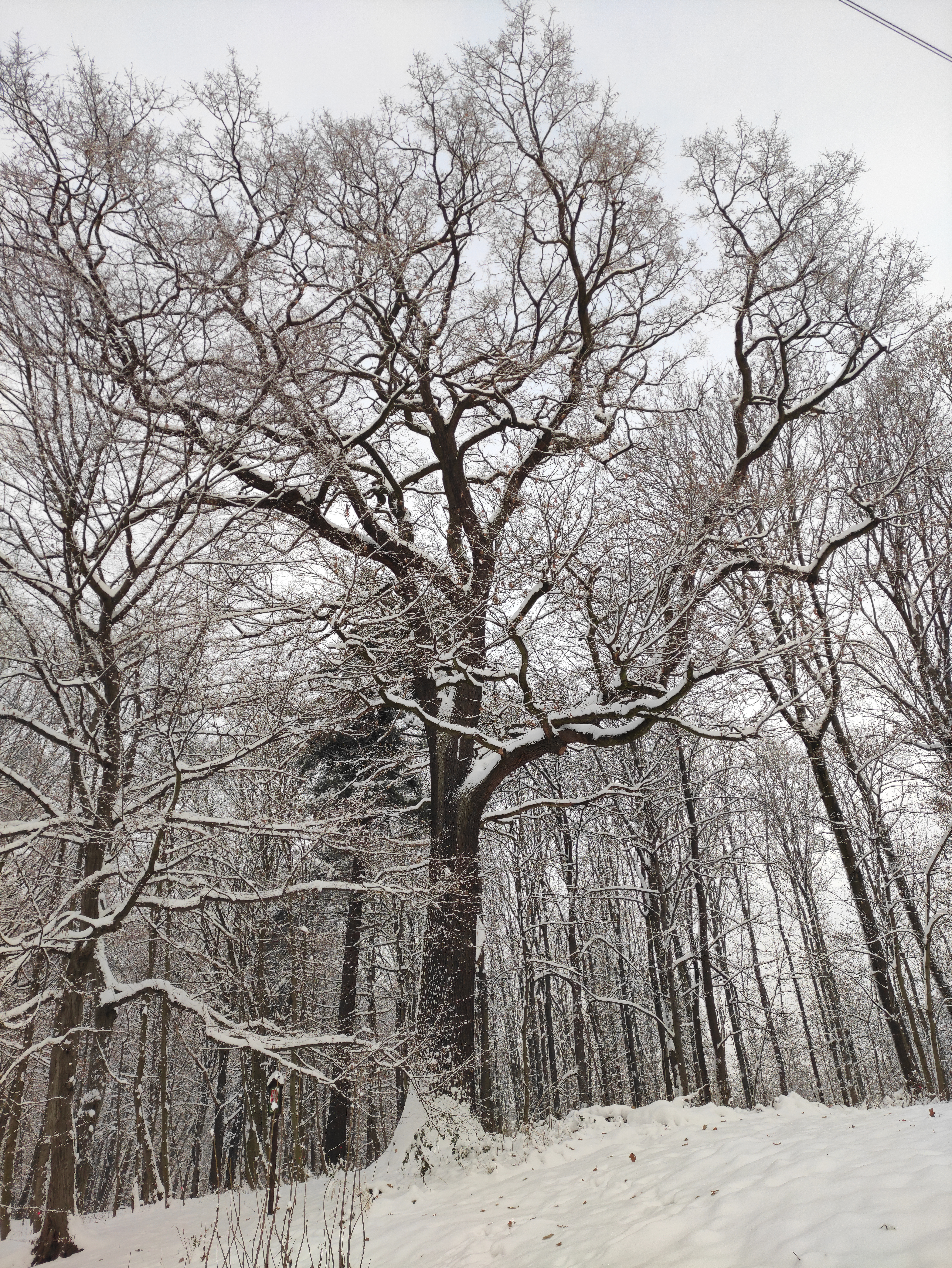
Prosinec 2022